# Công đồng Constantinopolis II
Công đồng Constantinople II do Hoàng đế Justinianus I triệu tập vào năm 553 dưới triều Giáo hoàng Vigilius. Có khoảng 150 giám mục Đông Phương, 8 giám mục Phi Châu tham dự 8 khóa họp từ 5 tháng 5 đến 2 tháng 6. Công đồng lên án "Ba chương" trích từ tác phẩm của các giáo phụ bị cho là theo thuyết Nestorius: T. de Mopsuestus Theodoretus và Ibas.
Nội dung của Công Đồng:
1. Khẳng định sự duy nhất của Ngôi Lời: Ngôi Lời vẫn là một, cả sau khi nhập thể, dù thần tính và nhân tính vẫn nguyên vẹn.
2. Khẳng định "Ngôi Hiệp" (henosis kath’ hypostasin): Khai trừ mọi hình thức chia rẽ. Sự kết hiệp với nhân tính không là từ bên ngoài. Nhưng là từ bên trong (trong ngôi vị). Mầu nhiệm Ngôi Hiệp bảo đảm sự duy nhất nơi Đức Kitô. Đó cũng là sự duy nhất Ngôi Vị mà Chalcédoine đã nói tới (một chủ thể chứ không phải hai chủ thể).
3. Giải thích lại thành ngữ "trong hai bản tính": Thành ngữ "trong hai bản tính" chỉ sự khác biệt giữa hai bản tính, không lẫn lộn, đồng thời vẫn có được sự duy nhất kỳ diệu và khôn tả: Ngôi Lời không biến đổi thành bản tính xác phàm, xác phàm không biến đổi thành bản tính Ngôi Lời.